# 生活ほっとモーニング
『生活ほっとモーニング』（せいかつほっとモーニング）は、1995年4月3日から2010年3月19日までの15年間に渡ってNHK総合で放送された生活情報番組である。

## 概要
朝の「生活情報番組」は1966年度の『こんにちは奥さん』に始まり、1974年度から『奥さんごいっしょに』→1980年度から『おはよう広場』→1984年度から『おはようジャーナル』→1991年度から『くらしのジャーナル』と継承され、1995年度から当番組がスタートした。
日頃の暮らしに役立つ情報 （健康、料理、経済、住環境、ファッションなど） について、ゲストを交えたスタジオトークとVTRで構成。
1996年度と1997年度は、土曜日も平日と同じ時間帯で放送。1998年度は『土曜ほっとモーニング』として放送（テーマソングは平日と同じ）。
2004年度からは、放送を11時まで延長し、10時台は『ほっと10時台』とした。その後は2005年度下半期からは9時55分まで、2007年度からは9時25分までとなり、第2部の枠は独立して『きょうの料理プラス』（金曜日のみ『趣味の園芸プラス』）となった。
当番組の視聴率は、7%程度であった。

### 放送時間の短縮・休止
祝日・年末年始は休止。夏の高校野球期間中は、休止もしくは過去のアンコール放送。国会中継または春の選抜高校野球中継が9時から行われる場合は短縮放送。

### NHK総合以外での放送
NHK衛星第1テレビジョンにて、当日の13時 - 13時50分に再放送した時期があったが、2000年3月を以って終了した。
2004年11月からは、NHKワールド・プレミアムで同時放送した（8時35分 - 9時25分）。かつてはNHKワールドTVでも放送された。

### 番組の終了
NHKの調査によると、出勤時間が早まるなど生活環境が変化し、それまで8時30分開始であった民放キー局3社のワイドショーが8時開始に、テレビ朝日（1993年4月 - ）、フジテレビ（1994年4月 - 9月、1999年4月 - ）、日本テレビ（2004年10月 - ）の順で繰り上げたことが、当番組や『連続テレビ小説』の視聴率低迷の原因に挙げられていた（「あさイチ」の項を参照）。
そこで『NHKニュース おはよう日本』を8時で終了させ、朝ドラを8時 - 8時15分に繰り上げ、8時15分 - 9時54分に『あさイチ』を編成することとした。
選抜高等学校野球大会中継のため、当番組は2010年3月19日に最終回を迎え、15年の歩みを振り返った。

## 歴代司会者

### 平日
8時35分 - 9時30分
| 期間      | 期間      | 女性       | 男性     |
| --------- | --------- | ---------- | -------- |
| 1995.4.3  | 1999.10.1 | 黒田あゆみ | 住田功一 |
| 1999.10.4 | 2000.3.31 | 杉浦圭子   | 住田功一 |
| 2000.4.3  | 2003.3.28 | 杉浦圭子   | 松井治伸 |
| 2003.3.31 | 2004.3.26 | 杉浦圭子   | 野村正育 |
| 2004.3.29 | 2005.3.25 | 杉浦圭子   | 根岸昌史 |
| 2005.3.28 | 2008.3.28 | 黒崎めぐみ | 内多勝康 |
| 2008.3.31 | 2010.3.19 | 黒崎めぐみ | 永井伸一 |

9時30分以降
| 期間      | 期間      | 9:30 - 9:55 | 9:30 - 9:55 | 10:05 -    |
| 期間      | 期間      | 男性        | 女性        | 10:05 -    |
| --------- | --------- | ----------- | ----------- | ---------- |
| 2003.9.29 | 2004.3.26 | 野村正育    | 杉浦圭子    | （不在）   |
| 2004.3.29 | 2005.3.25 | 根岸昌史    | 杉浦圭子    | 黒崎めぐみ |
| 2005.3.28 | 2005.9.30 | 内多勝康    | 黒崎めぐみ  | 柘植恵水   |
| 2005.10.3 | 2007.3.30 | （不在）    | 柘植恵水    | （不在）   |

### 土曜日
- 加賀美幸子
- 藤井克典
- 清水紀雄
- 山本和之
- 柴田祐規子

## 主な内容

### 特集
特集では暮らしに役立つ情報、社会問題、健康情報などを扱う。

### シリーズ
コーナーの大半は内容やタイトルを変えながら2022年現在に至るまで『あさイチ』で継続しているものもある。
- 「クイズdeなっとく!」（主に月曜日、2006年度 - ）
視聴者もケータイ、パソコン、地デジリモコンから参加できるクイズ企画である。2008年度から進行は駒村多恵が担当[注 5]。2006年度は、フリーの松波順子、2007年度は、結城未来が担当。『あさイチ』でも「スゴ技Q」→「クイズとくもり」→「ツイQ楽ワザ」として継続。
- 「おもしろ検定!ご当地ツウ」（主に月曜日）
2つの都道府県にゆかりのあるゲストを迎えご当地名物などを紹介するクイズ企画である。「クイズdeなっとく」と同様に視聴者も参加できる。
- 「発見!とっておきの旅」（主に木曜日）
ご当地アナウンサーがゲストを案内する旅コーナーである。時間短縮放送の場合に再構成版として使用されることが多い。2007年度までの「にっぽん体感こだわり旅」からコーナー名が変わったが番組構成は同じである。『あさイチ』でも「旬旅10」→「“JAPA”なび」→「JAPA-NAVI」→「愛でたいニッポン」として継続。
- 「この人にトキメキっ!」（主に金曜日、2006年度 - ）
1組のゲストに密着し取材インタビューする。ゲスト2組での対談形式の場合もある。NHKワールド･プレミアムでは過去にゲスト出演者の肖像権の関係で別番組（主に地域情報番組）に差し替えとなった回が数回あった。『あさイチ』では「プレミアムトーク」として生放送のスタジオトークに変更された。
- 「夢の3シェフ競演」（主に火曜日、月1回）
和食（代表・中嶋貞治）、イタリアン（代表・落合務）、中華（代表・孫成順）の有名料理人を迎え、1つの食材をテーマにスタジオで調理を行う。『あさイチ』でも3シェフシリーズは継続され、その後「ハレトケキッチン」→「Kira Kira キッチン」とタイトルを改めて継続している。

「クイズdeなっとく!」・「おもしろ検定!ご当地ツウ」放送時には、地上デジタル放送・ワンセグでは、双方向対応の番組連動データ放送を実施する。参加者の名前や成績順位は表示されないが、送信が「成功」か「失敗」かを確認できるような設定がされる（その問題に参加していない場合は「未参加」と表示される。送信回数が表示される場合もある）。
4問 - 6問出題し、正解数に関係なく、1回でも送信に成功すれば当日の放送でデータ画面に表示されるパスワード入力でパソコンの壁紙（風景の画像つきのカレンダー）や携帯電話の待ち受け画面としてのダウンロードができる。
この形式は後継番組『あさイチ』の「スゴ技Q」（火曜日）でも継続して行われるが、送信の有無の確認が無くなった一方、双方向登録をしている場合はリモコンのdボタンを押さなくてもそのままクイズに参加できる（機種により異なる場合がある）。
時にはクイズでなく「あなたのお悩み解決します!」と題した、アンケート形式（3問）で行うものもあるが、要領はクイズで○×表示がない以外は基本的にクイズ回答と同じ双方向対応である。なお、パソコンからでもクイズに参加することができる。

### 過去の放送内容
- 特集
特集では基本的に暮らしに役立つ情報が中心だが、時折社会問題を扱う。がんサポートキャンペーンや戦後60年（2005年度）関連特集を放送した。毎月1回、公開収録を実施し、健康スペシャル（進行：吹田明日香）として（主として最終木曜日に）放送した。
- ミニ番組
  - みんなの体操（9時25分 - 9時30分）
  - みんなのうた（9時55分 - 10時）
- ほっと10時台/もっと知りたい
  - 月曜日 - 木曜日はゲストを招き、ゲストにまつわる話題を取り上げた。NHKの生活情報番組で反響や質問の多いテーマについて番組後半では『きょうの料理』の中から1品を再放送（10分程度）。視聴者からのFAXや電子メールなどはアシスタントの岡本優、岡本修が紹介。
  - 金曜日はNHK教育（現・Eテレ）から移設した『趣味の園芸Q&A』を放送。柳生真吾が進行に加わった。
  - 2005年10月からは「ほっと10時台」はコーナーの体裁を、10時台の編成見直しに伴い形式上9時台後半のパートに繰り上げ、25分間に集約。「もっと知りたい」とタイトルを変更。金曜日は、従来の『趣味の園芸Q&A』を引き継いだ。
- 2007年4月に『きょうの料理プラス』『趣味の園芸プラス』として再スタート。本番組終了と共に両番組も『あさイチ』に再統合され、「あさイチごはん→解決!ゴハン→みんな!ゴハンだよ」「あさイチガーデン→あさイチグリーンスタイル」として継続している。

## 特記
- 番組で紹介された内容（主に料理や健康関連が多い）をまとめた関連書籍が、NHK出版から発売された。2008年2月までは、隔月刊雑誌（偶数月16日発売）も発売された。こちらの雑誌には当番組だけでなく『家計診断 おすすめ悠々ライフ』など、土曜日の朝の経済番組の内容も掲載された。
- テーマソングは、中村幸代の「Morning Glory」（アルバム『Green Days』に収録）である。
- 1996年6月に放送された内容が真実ではないとして、慰謝料および訂正・謝罪放送を求める訴訟が起こった（生活ほっとモーニング事件）。
- 1996年、オウムビデオ事件の影響でワイドショー廃止を発表したTBSは裏番組として放送していたワイドショー番組『モーニングEye』を同年秋に終了させ、後継番組として当番組を参考にした『はなまるマーケット』を開始した[7]。NHKは当番組の後継番組『あさイチ』の立ち上げにあたって、『はなまるマーケット』のスタッフを制作会社ごと引き抜き（いわゆるヘッドハント）、『はなまるマーケット』の手法を取り入れ、番組制作を行っている[8]。初代司会についても『はなまるマーケット』の司会者・薬丸裕英がかつて所属していたジャニーズ事務所所属(当時)の井ノ原快彦を起用。『はなまるマーケット』は『あさイチ』に視聴者を奪われ、視聴率が低迷したことなどから2014年3月28日で終了に至った[9]。